# Munții Țarcu
Munții Ṭarcu reprezintă o unitate montană aparținând părții vestice a Carpaților Meridionali.  Unitatea geografică a Munților Țarcu ocupă regiunea de nord-vest a Carpaților Meridionali, suprafața sa fiind asemănătoare cu cea a unui triunghi dreptunghic, cu catetele aproape egale, orientate spre văile râurilor Timiș și Bistra, respectiv cu ipotenuza formată din cele două vai cu direcții opuse, cea a râului Rece (cunoscut și ca Râul Hideg) și cea a râului Șes, continuat de valea Râului Mare, la rândul său afluent al Râului Strei.
Culmea principală are orientare dinspre nord-est înspre sud-vest.  Altitudinea maximă a masivului este atinsă în vârfurile Căleanu, cu 2.196 m, Țarcu, cu 2.190 m,  și Pietrii cu 2.162 m.
Este alcătuit din patru masive principale, Țarcu-Căleanu, Baicu-Nedeia și Pietrii-Petreanu (cunoscut și ca Bloju), care formează culmea principală, și Muntele Mic (cu altitudinea maximă de 1.802 m, atinsă de vârful omonim) situat la vest de aceaste trei unități montane.  Aceste masive sunt despărțite de o serie de văi, așa cum sunt văile Șuculețul și Bistra Mărului.

## Accesibilitate
Munții Țarcu sunt accesibili dispre mai multe zone, dinspre valea sau culoarul Bistra (localitatea Bucova, Caraș-Severin, fiind un bun punct de plecare), dinspre Hațeg aflat în județul Hunedoara, dinspre Poiana Mărului, dinspre Munții Godeanu, dinspre partea estică a munților Retezat, respectiv dinspre mai multe localități de pe culoarul Timiș - Cerna, aflate la sud de Caransebeș pe drumul spre Orșova.

## Geologie
În munții Țarcu predomină sisturile cristaline slab metamorfozate, străpunse de masive granitice, și formațiunile vechi, paleozoice și mezozoice, ce alcătuiesc soclul regiunii. În timpul mișcărilor tectonice ample din cretacicul mediu, continuate și desăvârșite în cretacicul superior, acest soclu rigid a fost încălecat de o pânză de acoperire alcătuită din șisturi cristaline puternic metamorfozate în adâncime. În timpul îndelungatei perioade de eroziune care a urmat, aceasta pânză a fost fragmentată și înlăturată în mare parte. Din ea au rămas petice restrânse, ca cel din partea de nord-vest a masivului, la altitudini modeste și cel din vf. Țarcu, de unde se extinde către sud-est, alcătuind munții Godeanu. Eroziunea nu numai că a dezvelit de sub pânză formațiunile domeniului danubian, dar a lăsat urme evidente în însuși aspectul reliefului. În munții Țarcu se întâlnesc numeroase resturi dintr-o amplă suprafață de netezire, suspendată la 2000-2200m, suprafața Borascu. O a doua suprafață de nivelare, Râul Șes, se întâlnește la înălțimea de circa 1400m în culmile Poiana Înaltă, Pleasa și în lungul râului Șes.

## Clima
Prin poziție și altitudine, munții Țarcu au un rol de baraj în calea circulației maselor de aer ce pătrund atât din nord și
nord-vest, cât și din sud și sud-est. Temperatura medie anuală a aerului este de 8 °C la poale, 5,5 °C la Cuntu
și 0 °C la vf. Țarcu, în timp ce la stația meteo de la Caransebeș, aflată în Culoarul Timișului, la 200m, aceasta are
valoarea de 10,5 °C. În ianuarie, luna cea mai rece, temperatura medie a aerului are valori cuprinse între -3 și -4 °C la poale și -8 și -9 °C la peste 2000m. La stația Cuntu aceste valori sunt de -4,8 °C, iar la stația vf. Țarcu
de -9 °C. Luna cea mai caldă, iulie, cunoaște temperaturi de 16-18 °C la poale, și sub 10 °C la peste
2000m. La Muntele Mic temperatura medie anuală atinge 7-8 °C. În cursul anului, luna iunie este cea mai ploioasă,
în lunile iunie-septembrie și aprilie-august cantitățile de precipitații sunt mai mari de 110mm. Lunile cele mai secetoase
sunt octombrie și noiembrie. Numărul de zile cu îngheț este de 150 la poale și 200 pe culmile cele mai înalte. O mare
parte din cantitățile de precipitații cad sub formă de zăpadă. Prima ninsoare poate să cadă chiar la sfârșitul lunii august,
dar și foarte târziu, prin decembrie. Practic, la peste 1500m, poate ninge tot timpul anului. Durata stratului de zăpadă
este cuprinsă între 75-100 zile la poalele muntelui și 200 zile în regiunea alpina și pe versanții nordici. La stația vf. Țarcu
grosimea depășește de obicei 100cm, iar în circurile glaciare poate să atingă 2-3m. La vf. Țarcu predomină vânturile de
nord și sud, iar viteza vântului este cuprisă între 6-10m/s și 2-5m/s, iar la Cuntu vânturile dominante sunt cele de nord-est
și sud-vest, iar viteza este cuprinsă între 2-5 m/s și 6-10m/s.

## Rețea hidrografică
În majoritatea lor, râurile din munții Țarcu aparțin bazinului hidrografic al Timișului. Excepție face doar râul Mare, care aparține Streiului. Râurile principale au o direcție nord-est-sud-vest (râul Rece, Lung și alb) sau sud-vest-nord-est (Mare și Șes).
Râul Șes își are izvoarele pe versantul de sud-vest al vf. Godeanu și constituie limita între aceștia și munții Țarcu. Principalii săi afluenți sunt: Scheiu, Matania, Baicu, Carciova și Zeicu.
Râul Mare se formează din unirea apelor râului Șes cu cele ale Lapușnicului Mare. Primește afluenți din munții Țarcu pârâiele Tomeasa, Netiș și pârâul Pietrei, Bistra și Valea Mare, cu obârșie în căldările glaciare de sub vârfurile Custurii, Bloju, Petreanu și de sub Dealul Negru.
Râul Rece izvorăște dintr-o căldare glaciară aflată pe fața estică a vf. Țarcu; are o lungime de circa 34km.
Râul Lung, de 29 km lungime și afluentul său Pârâul Alb, de 24 km, își au obârșiile pe versantul vestic al vf. Țarcu. Mai la nord urmează pârâiele Armenis, Ilova, Bolvășnița și Sebeș.
Bistra își are obârșiile sub vf. Custurii și Dealul Negru, izvorând din lacul Bistra, aflat la 1900m altitudine. În drumul său primește apele pârâielor Lupu, Bucovița, Marga și cele ale Bistrei Mărului.
Regiunea nord-estică a munților este drenată de pârâul Zeicani și de afluentul lui, Zlatina, ce își poartă apele spre depresiunea Hațeg.
În văile și căldările glaciare există mai multe lacuri. Astfel, în căldarea glaciară Oboroacele, se află Iezerul Țarcu, la 1950m, cubărit între grohotișuri. Taul Pietrele Albe și Taul Lucios, se află în căldarea cu același nume de pe versantul sudic al masivului Baicu, la 1785m. Lacul temporar Corciova, situat la circa 1540m, în valea cu același nume, are o suprafață de 0,45 ha și adâncimi de 10-20cm.
Sub vf. Custurii, în Căldarea Netișului se găsesc trei lacuri la peste 1900m, cel mai mare se află la 1940m, are o suprafață de 1,1 ha și o adâncime de 3,5m.
Căldarea glaciară de la obârșiile Bistrei Boului, străjuită de vf. Cununii și Dealul Negru, adăpostește alte trei lacuri, cel mai mare are o suprafață de 1,1 ha, o adâncime de 7m și se află la 1960m altitudine.

## Flora și fauna

### Flora
La înălțimi de peste 1600-1800m, pe suprafețele de nivelare și pe vârfurile cele mai înalte, se desfășoară o vegetație de pajiști și tufărișuri alpine și subalpine, în care se întâlnesc păiușul roșu (Festuca rubra), iarba vântului (Nardus stricta) și iarba mieilor (Festuca ovina). La peste 1900m. pajiștile sunt alcătuite din coarnă. Spre limita pădurii se dezvoltă pâlcurile de jneapăn (Pinus mugo), ienupăr (Juniperus sibirica), smirdar (Rhododendron kotschyi), afin (Vaccinium myrtillus) și merișor (Vaccinium vitis-idaea). Se remarcă prezența zimbrului (Pinus cembra), un arbore ocrotit, în Custura Mătaniei.

### Fauna
În zona alpină și subalpină semnalăm prezența caprei negre (Rupicapra rupicapra), iar în jnepeniș, deseori întâlnim cocoșul de munte (Tetrao urogallus urogallus). Cele mai numeroase specii faunistice sunt legate de pădure. Aici trăiesc ursul (Ursus arctos), lupul (Canis lupus), căprioara (Capreolus capreolus), mistrețul (Sus scrofa), veverița (Sciurus vulgaris fuscoatea), jderul de piatră (Martes foina) și șoarecele gulerat (Apodemus flavicollis).
Apele repezi și lacurile glaciare sunt populate cu păstrăv (Salmo trutta fario) și păstrăv curcubeu (Salmo gairdneri irideus), dar și cu lipan (Thymallus thymallus).